# Reservation Lake
Der Reservation Lake ist ein See im Apache County im US-Bundesstaat Arizona.
Der See hat eine Fläche von 1,1 km² und liegt auf einer Höhe von 2193 m über dem Meeresspiegel in den Beaverhead Mountains.